# Gabriele Kögl

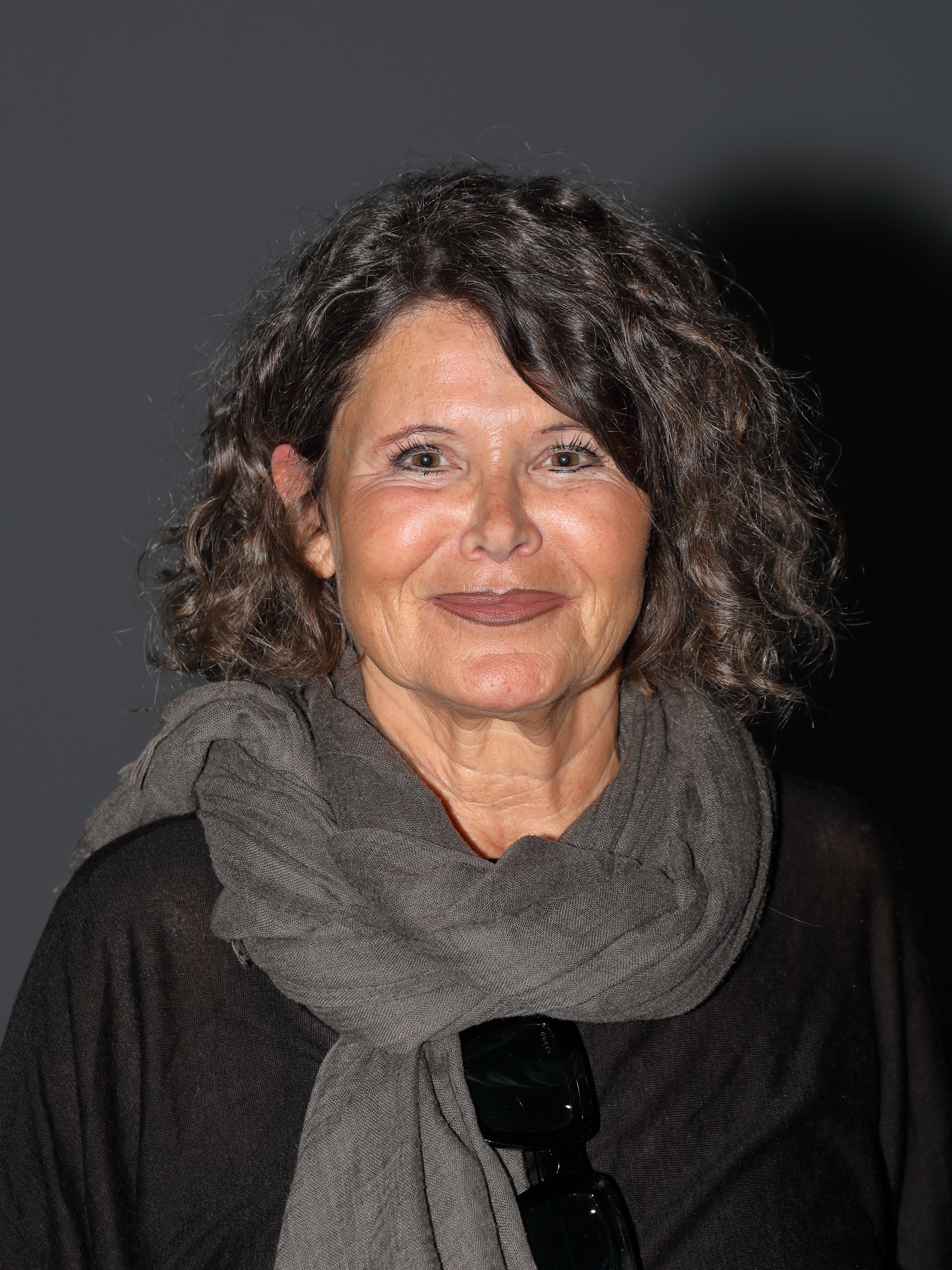
Gabriele Kögl (2023)

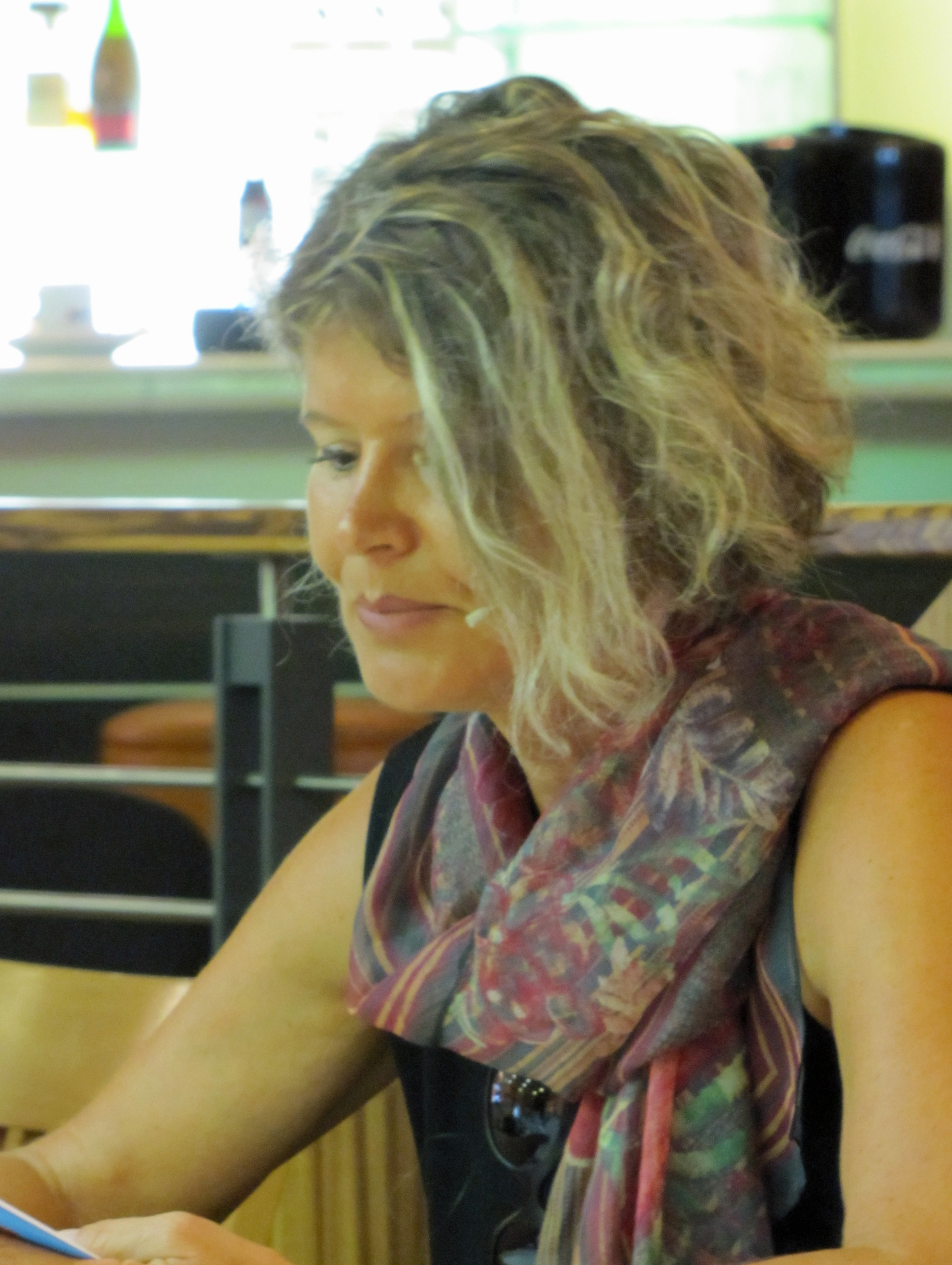
Gabriele Kögl (2011)

Gabriele Kögl (* 16. April 1960 in Graz) ist eine österreichische Schriftstellerin.

## Leben
Gabriele Kögl absolvierte ein Lehramtsstudium an der Religionspädagogischen Akademie in Graz sowie ein Studium an der Filmakademie Wien, das sie mit dem Diplom im Fach Drehbuch und dem Magistergrad abschloss. Sie verfasste Drehbücher für Kurz- und Dokumentarfilme. Seit 1990 schreibt sie literarische Texte. 1993 nahm sie am Ingeborg-Bachmann-Wettbewerb in Klagenfurt teil. Sie lebt heute in Wien.
Gabriele Kögl ist Verfasserin von Romanen, Theaterstücken und Drehbüchern. Ihre Theaterstücke wurden u. a. im Landestheater Linz, im Deutschen Schauspielhaus in Hamburg, im Theater der Altstadt in Stuttgart, im KosmosTheater und Theater Brett in Wien sowie bei den  Ruhrfestspielen Recklinghausen aufgeführt.
Gabriele Kögl ist Mitglied der IG Autorinnen Autoren, der Arbeitsgemeinschaft Österreichischer Drehbuchautoren und des Drehbuchforums Wien.

## Auszeichnungen
Sie erhielt u. a. folgende Auszeichnungen: 1993 einen Anerkennungspreis zum Max-von-der-Grün-Preis, 1994 den Literaturförderpreis der Stadt Graz, 1995 den Clemens-Brentano-Preis der Stadt Heidelberg,  2005 den Alfred-Gesswein-Literaturpreis und den Würth-Literaturpreis sowie 2005, 2008 und 2011 den Landespreis für Volkstheaterstücke Baden-Württemberg. 2019 wurde sie beim Prix Europa für das beste europäische Hörspiel für die von Ö1-realisierte Produktion Höllenkinder mit dem Goldenen Stier ausgezeichnet.

## Werke

### Romane und Erzählungen
- Das Mensch, Wallstein Verlag, Göttingen 1994, Neuauflage 2011
- Das kleine Schwarze, S. Fischer Verlag, Frankfurt am Main, 2000
- Mutterseele, Wallstein Verlag, Göttingen, 2005
- Vorstadthimmel, Roman, Wallstein Verlag, Göttingen, 2011, ISBN 978-3-8353-0844-2[2]
- Auf Fett Sieben, Roman, Wallstein Verlag, Göttingen, 2013, ISBN 978-3-8353-1210-4
- Höllenkinder, Erzählung, mit Graphiken von Georg Koenigstein, GraphikNovelsKoenigstein, Edition Roesner, Krems a. d. Donau, 2016, ISBN 978-3-903059-13-9
- Gipskind, Roman, Picus Verlag, Wien, 2020, ISBN 978-3-7117-2098-6
- Brief vom Vater, Verlag Elster&Salis, Wien, 2023, ISBN 978-3-03930-051-8

### Theaterstücke
- anus minimalis – Uraufführung 2005, Theater Brett, Wien
- Fressen, kaufen, Gassi gehen oder die Treue hat einen Hund – Uraufführung 2008, Ruhrfestspiele Recklinghausen
- Mein Leben als Konsument – Uraufführung 2009, Landestheater Linz
- Höllenkinder – Theater Drachengasse, Wien 2022
- Das Rote vom Ei (zusammen mit Gertraud Klemm und Grischka Voss) – Uraufführung 2024,  Altes Hallenbad, Feldkirch
- Brief vom Vater – (als Monolog), Uraufführung Burg Raabs an der Thaya, 2024

### Hörspiele
- Fressen, kaufen, Gassi gehen oder die Treue hat einen Hund, Hörspielfassung nach dem gleichnamigen Theaterstück, Produktion: ORF 2017, Regie: Philip Scheiner
- Höllenkinder. Hörspielfassung der gleichnamigen Erzählung, Produktion: ORF 2018, Sprecherin: Gudrun Ritter, Regie: Elisabeth Weilenmann[3]
- Suffer Little Children, BBC Radio 4, 3. Juli 2020, Sprecherin: Maggie Steed, Adaption und Regie: Jessica Dromgole, Übersetzung: Michael Hastik[4]